# 博滕維爾

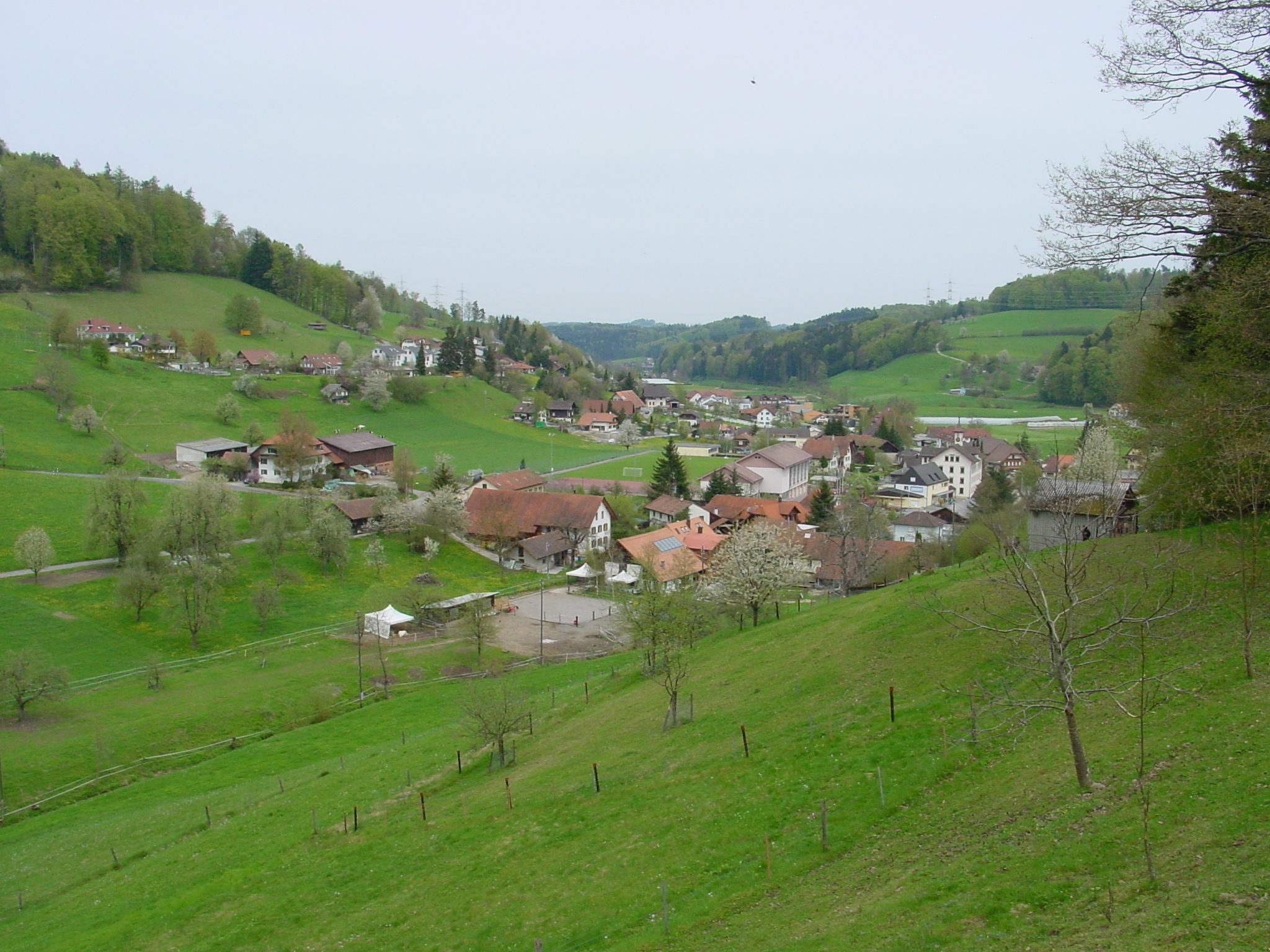

博滕維爾是瑞士的城鎮，位於該國北部，由阿爾高州負責管轄，面積5.1平方公里，海拔高度493米，2012年人口784，七成人口信奉基督教，人口密度每平方公里154人。